# Penthicodes atkinsoni
Penthicodes atkinsoni är en insektsart som beskrevs av Schmidt 1923. Penthicodes atkinsoni ingår i släktet Penthicodes och familjen lyktstritar. Inga underarter finns listade i Catalogue of Life.